# Страдомский, Василий Андреевич
Василий Андреевич Страдомский (1831—1902) — российский врач.

## Биография
Родился 1 января 1831 года[по какому календарю?].
После окончания в 1855 году курса медицинского факультета в университете Св. Владимира, где учился на казённый счёт, в мае был назначен врачом в 4-й ластовый экипаж в Севастополе, став участником его обороны; «за производство операций и подачи пособия раненым и контуженным под огнём неприятеля во время бомбардирования Северной стороны Севастополя» был награждён в январе 1856 года орденом Св. Станислава 3-й степени с мечами; в мае 1858 года был произведён в коллежские асессоры.
В 1862 году был переведён младшим ординатором в Николаевский морской госпиталь; с 1866 года — судовой врач Черноморского экипажа, был в заграничных плаваниях. С апреля 1874 года исполнял обязанности делопроизводителя в канцелярии начальника медицинской части Николаевского порта. В мае 1875 года произведён в коллежские советники; старший врач 1-го Черноморского флотского экипажа. В январе 1891 года произведён в статские советники с увольнением по болезни от службы с мундиром. В сентябре 1891 года за 35 лет выслуги в классных чинах был награждён орденом Св. Владимира 4-й степени.
В 1892 году был принят на должность врача училища для дочерей нижних чинов морского ведомства в Николаеве.
Жена — Татьяна Степановна, дочь — Ольга (1878— ?, в браке Лебединская).
В «Медицинском морском сборнике» были напечатаны его сочинения: «Несколько слов о Сухуме, климате, естественных произведениях и болезненности его» (1861), «Об устройстве и гигиеническом содержании судна» (1865), «О предохранении от сифилитического заражения» (1865), «Краткий обзор деятельности общества морских врачей в Николаеве в течение 1865—1866 гг.» (1867), «О предохранении от воспаления глаз на судах» (1866), «Местечко Очемчири» (1871), «Укрепления Сочи» и «Корабельный медицинский журнал, веденный на пароходе „Тамань“ в 1869—1870 гг.» (1874).
Скончался 13 мая 1902 года[по какому календарю?].
В фондах Государственного исторического музея упомянут как «собиратель иконографического материала. Ф. 328. 14 ед. хр. XVII—XIX вв.».